# Cream cracker

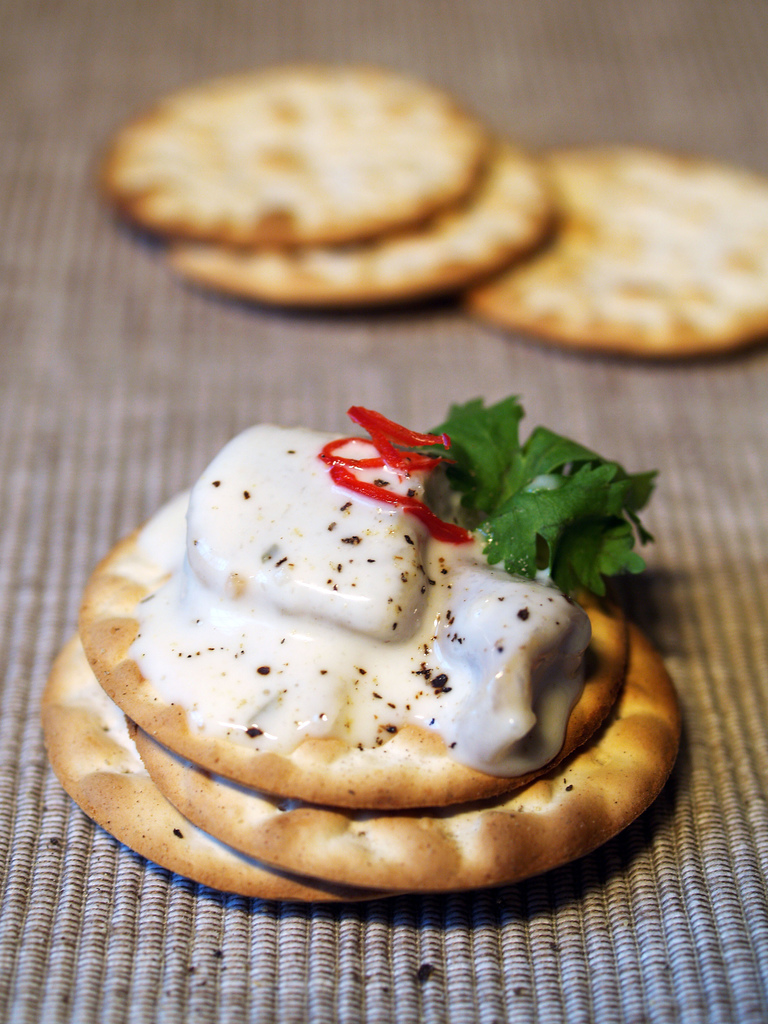
Cream crackers simples e como parte de um lanche em Singapura

O cream cracker ("bolacha de creme"), aportuguesado como creme-craque, é uma bolacha fina feita usualmente de massa de farinha de trigo não fermentada. Podem ser acrescentados temperos e especiarias como sal, ervas, sementes e queijo antes do cozimento. É um alimento nutritivo e de consumo imediato, mas tem a vantagem de poder ser armazenado por um longo tempo. Antecessores do cream cracker foram as bolachas dos marinheiros e soldados, e as hóstias. Pães achatados, como o lavash, chapati, pita, matzo, flatbrød ou knäckebröd, também fazem parte deste mesmo grupo de alimentos.
O cream cracker difere levemente da bolacha água e sal (water biscuit, em inglês), pois esta última não se utiliza de nenhuma gordura na receita original, ao contrário da cream cracker, que leva o óleo de palma. O formato de ambas, contudo, pode ser bastante similar ou mesmo idêntico.

## História
Há duas versões para a origem do biscoito cream cracker:
- A primeira e mais aceita versão é a de que o cream cracker surgiu em Dublin, República da Irlanda, criado por Joseph Haughton e manufaturado por William Beale Jacob e seu irmão Robert em uma pequena padaria chamada W & R Jacob, naquela mesma mesma cidade, por volta de 1885. O nome se refere ao método utilizado na fabricação dos biscoitos, pois o verbo to cream em inglês significa bater uma massa até que se torne cremosa. Seus ingredientes originais eram a farinha de trigo, óleo de palma e fermento biológico. A empresa cresceu ao longo dos anos e sua produção se expandiu em diversas fábricas, inclusive com uma em Liverpool, até adotar a marca Jacob's Bakery e, posteriormente, somente Jacob's. Hoje em dia, a marca pertence ao grupo Kraft Heinz, e é considerada uma marca tradicional em diversos países. No Reino Unido, é costume se comer crackers cobertos com fatias de queijo, marmite, geléia ou manteiga.

- A segunda versão diz respeito ao Estados Unidos. Em 1792, Theodore Pearson, de Newburyport, Massachusetts, criou um biscoito semelhante aos crackers com farinha e água, que ele chamou de Pearson's Pilot Bread. Tornou-se um sucesso imediato entre os marinheiros por causa de sua durabilidade, e acabou por ser conhecido como "biscoito do mar". Foi a primeira produção de cream crackers nos Estados Unidos, e sua empresa os produziu ao longo de mais de um século.[2] Crown Pilot Crackers, a partir da mesma receita foram feitos e vendidos em New England até o presente, e usados em receitas de tradicionais sopas de mariscos. O momento decisivo na história dos cream crackers ocorreu em 1801, quando outro padeiro de Massachusetts, Josiah Bent, cozinhou uma fornada de biscoitos. O som crocante que os biscoitos faziam inspirou a denominação deste tipo (cracker significa "aquele que quebra", em inglês). Bent então se dedicou a convencer o mundo do valor de seus biscoitos como aperitivo e lanche. Dez anos depois, a região de Boston onde ele atuava desenvolvia-se rapidamente, e mais tarde Bent vendeu sua empresa para a National Biscuit Company, que ainda funciona com o nome de Nabisco.

Em 1999, a indústria de crackers empregava mais de 37 mil pessoas nos Estados Unidos, com vendas excedendo os dez bilhões de dólares.

## Tipos
Nos Estados Unidos, os crackers são usualmente biscoitos achatados e salgados, distinguindo-se dos cookies, que podem ter um aspecto e textura semelhantes, mas por ter um sabor adocicado, enquadram-se em sua concepção de biscoitos. Cookies possuem um preparo que os torna mais próximos dos bolos que dos pães, como é o caso dos crackers. Os orifícios que são feitos nos crackers têm a função de evitar a formação de bolsas de ar na massa durante seu cozimento. Os crackers também podem ter em seus ingredientes queijos e especiarias, ou até mesmo carne de galinha, mas são tipicamente feitos apenas com farinha, sal, óleo e água. Algumas marcas comerciais como Captain's Wafers, Club Crackers, Town House Crackers, Ritz Crackers e Zesta Crackers podem ocasionalmente ter uma cobertura de patê, queijo ou mousse. Os tipos Saltine e Oyster cracker usualmente servem como acompanhamento de sopas. A tradicional torta de maçã Mock é feita com crackers Ritz ou similares. Os Graham crackers e os "biscoitos digestivos" foram criados como alimentos dietéticos, mas são considerados cookies.

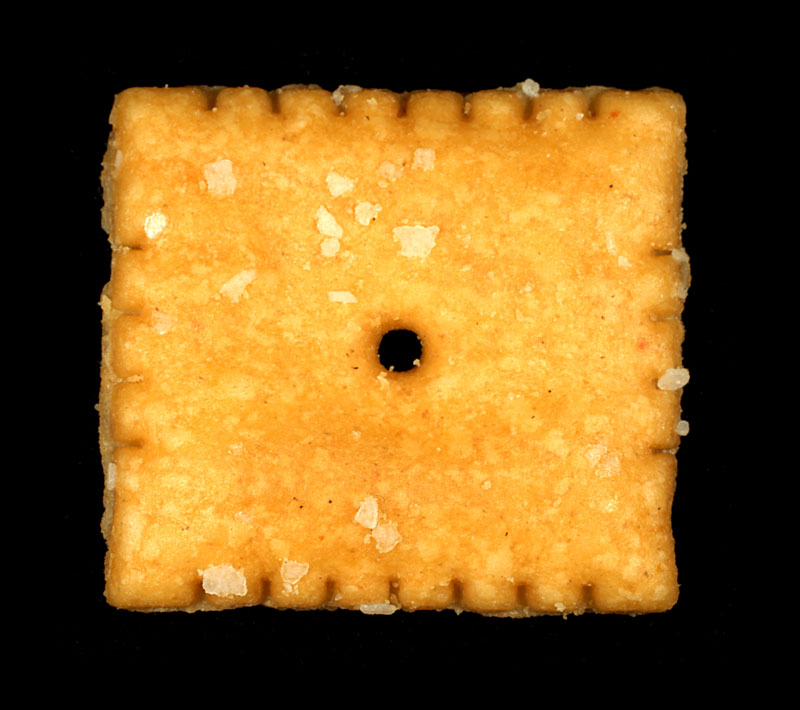
Cracker temperado com queijo da marca Cheez-It
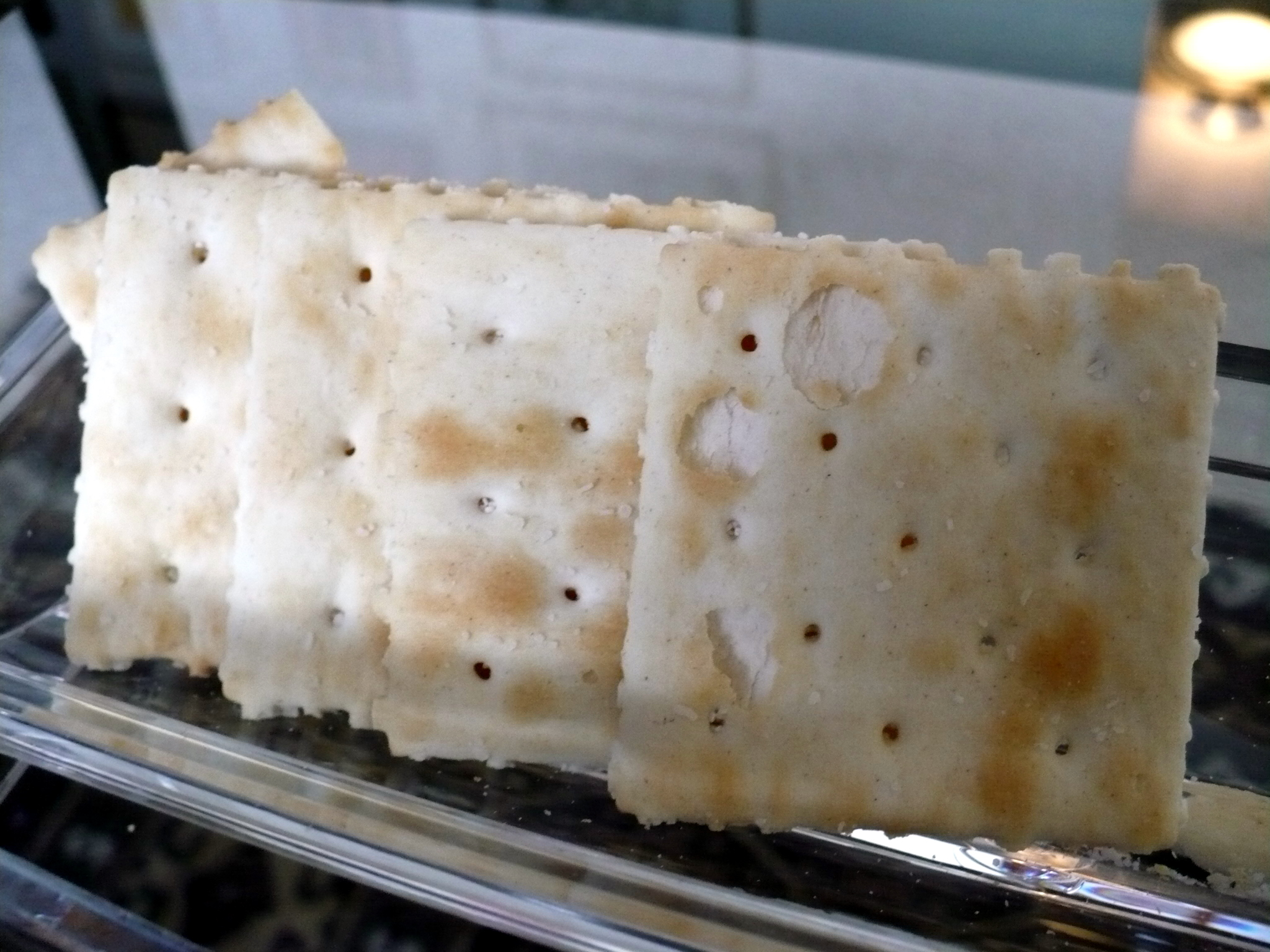
Saltine crackers da marca Nabisco Premium
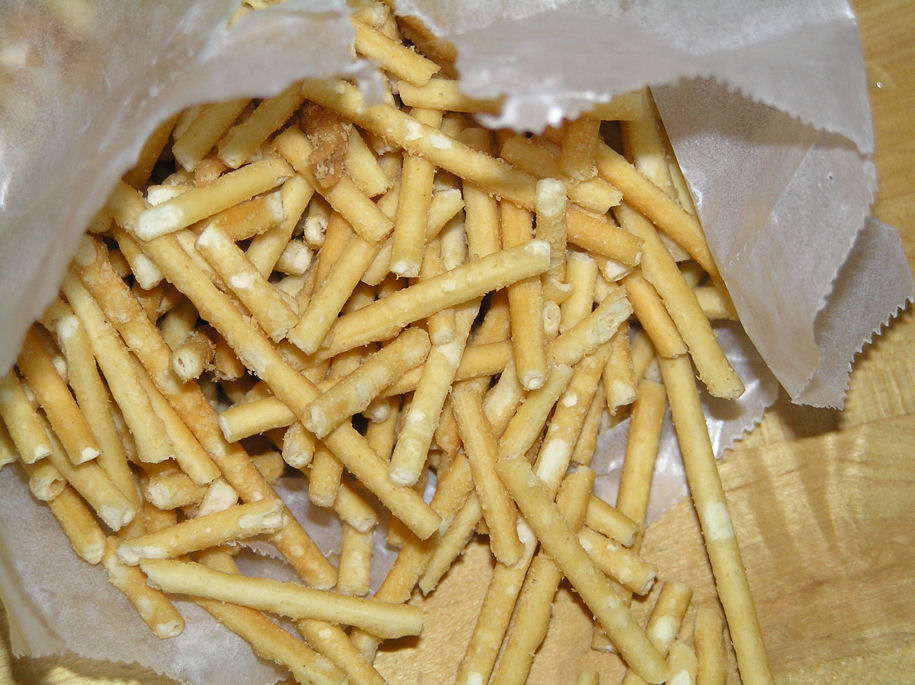
Mein gon, um cracker chinês
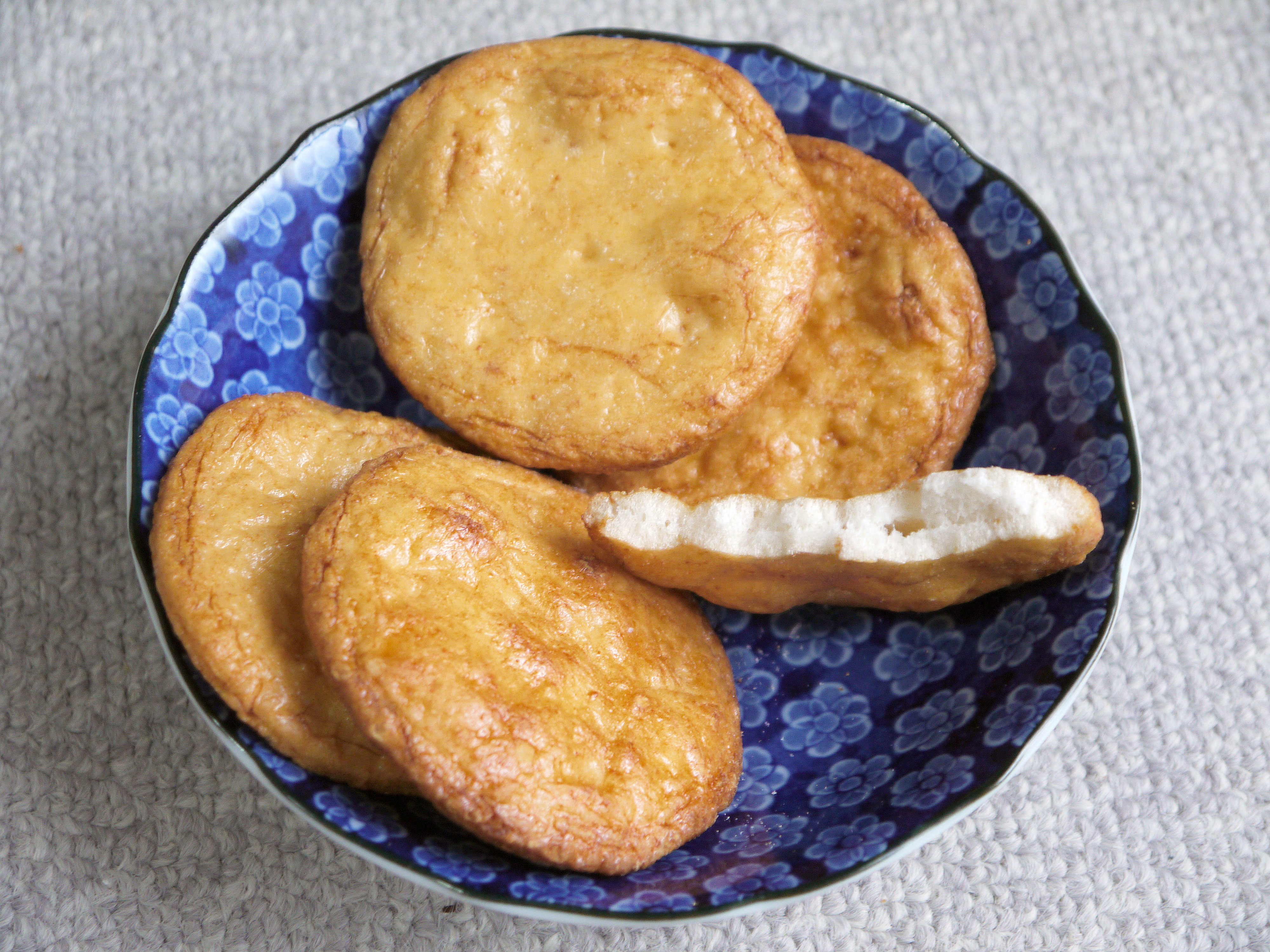
Senbei, um cracker japonês de arroz
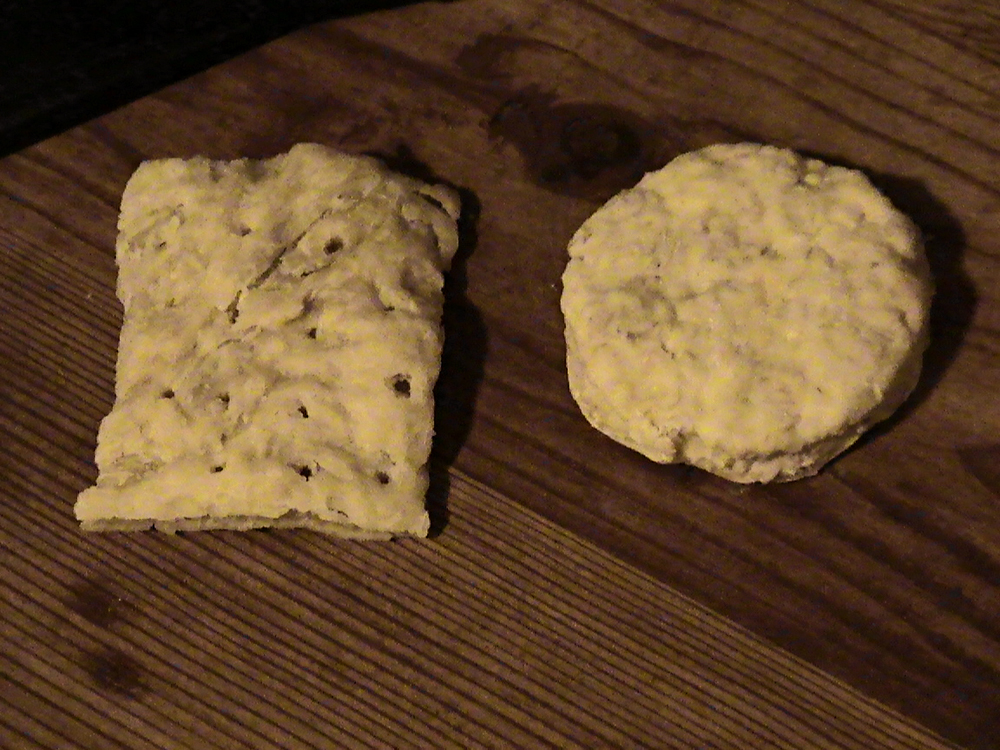
Reprodução dos biscoitos navais (redondo) e militares (quadrado) do século XIX
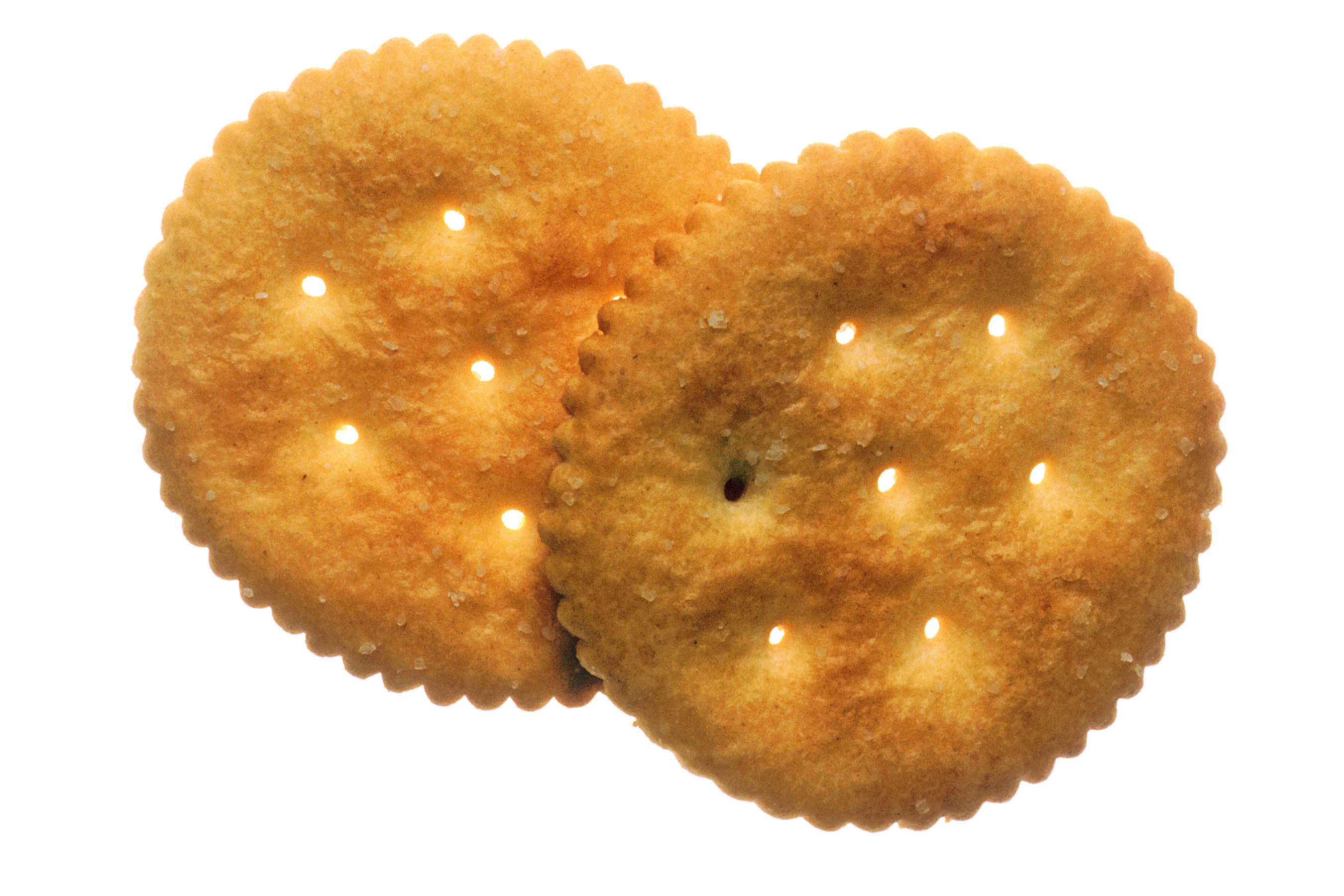
Ritz crackers